# Max Stoffel
Max Stoffel (* 28. August 1911 in Arbon; † 22. Februar 2002 in Morges, katholisch, heimatberechtigt in Arbon) war ein Schweizer Bundesrichter.

## Leben
Max Stoffel, Sohn des Juristen Franz Josef Friedrich Felix Stoffel und der Babetta Elsa geborene Buss, nahm nach abgelegter Matura am Kollegium Sarnen die Studien der Rechte und Volkswirtschaft an den Universitäten Zürich, München, Berlin und Paris auf. 1937 wurde er in Zürich zum Dr. iur. promoviert, 1940 erwarb er das Zürcher Anwaltspatent.
Stoffel absolvierte zwischen 1937 und 1941 seine Praxis am Bezirksgericht, anschliessend war er Mitarbeiter in einem Advokaturbüro in Uster. Danach war er von 1942 bis 1945 als Sekretär am Eidgenössischen Versicherungsgericht, ab Ende 1945 bis August 1955 als Bundesgerichtssekretär tätig. In der Folge führte er eine Anwaltskanzlei in Zürich und bekleidete die Stelle des Sekretärs des Verbands Schweizerischer Müller. In den Jahren 1965 bis 1970 war Stoffel Mitglied des Kassationsgerichtes des Kantons Zürich.
Am 10. Juni 1970 erfolgte Stoffels Wahl zum Mitglied des Bundesgerichts. 1981 wurde er in den Ruhestand versetzt.
Max Stoffel – er diente in der Schweizer Armee im Rang eines Majors der Militärjustiz – heiratete 1943 Marie Madeleine, die Tochter des Julius Wegener. Er verstarb 2002 im Alter von 90 Jahren.